# 혈계전선
《혈계전선》(일본어: 血界戦線 켓카이센센[*])은 나이토 야스히로가 그린 일본의 소년만화이다. 2009년 2월부터 《점프SQ.19》에 한달에 두번씩 연재되다가 잡지가 폐간되면서 4월부로 《점프스퀘어》로 자리를 옮겨 지금까지 연재되고 있다. 애니메이션으로도 제작되어 2015년 4월 4일부터 10월 3일까지 MBS, 도쿄 MX, BS11에서 방영됐고, 마지막 12화의 스토리 결정 때문에 방영이 한달 여 간 늦어진 일이 있다.

## 줄거리
《혈계전선》의 줄거리는 범죄와 맞서는 결사인 '라이브라'와 이들이 헬사렘즈로트 시에서 벌이는 전투에 초점을 맞추고 있다. 어느날 뉴욕에 '이세계'와 이어지는 포털이 열리면서 헬사렘즈로트가 생겨났고 매일이 지루한 일상으로 뒤섞인 도시는 괴물들과 마법, 초능력이 판을 치는 난장판이 되었다. 젊은 사진가인 레오나르도 워치는 여동생이 가진 시력을 희생하여 '신들의 의안'을 가지게 되고, 헬사렘즈로트 시로 가서 테러리스트를 비롯한 여러 괴물에 맞서 싸우는 비밀 결사, '라이브라'에 합류하여 활약한다는 내용이다. 라이브라는 거리의 골칫거리를 없애고 이 도시를 뒤덮은 이세계에 대한 공포를 막기 위해 활약을 펼치게 된다.

## 등장인물

### 주요 등장인물
레오나르도 워치 (일본어: レオナルド・ウォッチ 레오나루도 왓치[*], Leonardo Watch)
성우 - 사카구치 다이스케
친절하고 겸손한 성격의 만 19세. 다리와 눈이 불편한 여동생을 돕기 위해 헬사렘즈 로트로 오게 되었다. 어느날 알 수 없는 사신이 나타나 여동생의 시력을 대가로 '모든 것이 보이는 신들의 의안'을 주면서, 온갖 것들을 볼 수 있는 시력을 가지게 되었다. 재프에게 괴롭힘을 당하고 있고, 전투력이 부족해 위험에 처할 때가 많은데 특히 자신의 힘을 노리는 이들에게 맞설 때 위기에 빠지기도 한다.
클라우스 V 라인헤르츠 (일본어: クラウス・V・ラインヘルツ 크라우스 폰 라인헤루츠[*], Klaus V Reinherz)
성우 - 코야마 리키야
라이브라의 리더. 라인헤르츠 가의 삼남, 독일인 남성, 28세. 몸집이 크고 매우 힘이 세며 독특한 송곳니를 가진 남자지만 실제로는 격식을 잘 차려 신사다우며, 확고한 의지로 우직한 성격이다. 브렌그리드류 혈투술을 습득하여 십자가 모양의 큰 무기를 소환해 적들을 봉인해버릴 수 있다. 작중에서 무서운 인상이라고 말해지지만 아이들이 자신을 보고 무서워하자 시무룩해하거나 도넛을 굉장히 좋아하는 등 귀여운 면이 있다. 또한 꽤나 지적이라 '프로스페어'를 즐길 수 있다. 프로스페어는 삼차원 체스처럼 생겨 상당히 복잡하고, 사람을 정신나가게 만드는 것으로 알려진 괴이한 게임이며 (크라우스 자신도 사흘 연속으로 게임하고 나서 내출혈을 일으키기 시작), 헬사렘즈 로트에서 천년간 연구해온 딱 하나의 이계종만이 보존하고 있다.
재프 렌프로 (일본어: ザップ・レンフロ 쟙프 렌후로[*], Japp Renfro)
성우 - 나카이 카즈야
라이브라 일원.은발에 갈색 피부의 남성, 24세.여자를 밝히며 도박광이다.라쥬 쥬게에 스승에게 두류 혈법 카구츠지를 습득하여 자신의 피를 칼로 만들어 다룰 수 있다. 라이브라의 리더인 크라우스에게 덤비다 번번히 얻어맞는다.유치한 행동으로 자신이나 나머지 라이브라 일원들을 문제에 빠뜨리는 경우가 다반사다. 레오나르도의 파트너로 평소에는 구박하는 태도지만 가끔씩 속 깊게 염려해주기도 한다.

체인 스메라기 (일본어: チェイン・皇 체인 스메라기[*], Chain Sumeragi)
성우 - 코바야시 유우
정장을 입은 불가시의 늑대인간.성별은 여자이며 21세이다. 스스로를 보이지 않게 하는 능력을 가졌고 초고속으로 이동할 수 있으며, 라이브라의 정찰 임무에 큰 비중을 차지하고 있다. 새디스트 성격을 가지고 있어 다른 일원들에게 정신적인 손해를 가하거나 위험에 처했을 때 무관심한 모습을 자주 보인다. 그녀의 능력은 자기 존재를 지우는 데 기반을 두고 있으며, 모습이 존재하도록 멈추거나 능력의 영향을 되돌리려면 자신과 이세계를 연결할 고리(체인)가 필요하다.
스티븐 A 스타페이즈 (일본어: スティーブン・A・スターフェイズ 스티분에 스타훼이즈[*], Steven A. Starphase)
성우 - 미야모토 미츠루
라이브라의 부지휘관. 32세. 사설 부대를 만들거나 어딘가 감추는 곳이 있는 수상한 남자다. 라이브라의 잡다한 서류 작업을 도맡아 하는 듯 하며, 항상 정장을 입고 있다. 그러나 라이브라에 피해를 준다기보다는 라이브라를 지키기 위한 수상한 행동이 잦다. 작중에서 재프를 쓰레기 취급하며 구박하는 모습이 보이나 속으로는 천재라고 인정하는 장면이 있다. 자신과 접촉한 적들을 얼려버리는 발차기 기술인 에스메랄다 혈동도를 습득했다.

## 애니메이션
2014년 5월 원작 만화가 TV 애니메이션 시리즈로 제작되며, 감독은 마츠모토 리에가 맡고 스튜디오 본즈에서 제작될 것이라는 소식이 발표됐다. 애니메이션 테마곡으로는 두 가지가 들어갔는데, 오프닝곡은 범프 오브 치킨의 〈Hello, World!〉, 엔딩곡은 UNISON SQUARE GARDEN의 〈슈거송과 비터스텝〉이다. 최종화는 원래 7월 4일에 방영될 예정이었으나, 평균 러닝타임인 30분을 넘기는 바람에 연기됐다.